# Битва при Солхаті
Битва при Солхаті (Кастадзоні) — епізод війни, що стався 22 червня 1434 року поблизу Солхата між Генуезькою республікою і князівством Феодоро в союзі з Кримським улусом Золотої Орди. Війська Генуї були розбиті татарськими військами хана Хаджі I Ґерая.

## Передісторія
За договором 1381 року хан Золотої Орди Тохтамиш, в подяку за допомогу проти Мамая, віддав у володіння Генуезькій республіці узбережжя Готії. Це поставило в невигідне становище князівство Феодоро, що знаходилося у васальних відносинах з Ордою, яке виявилося відрізаним від морських портів. Невдоволений таким становищем, князь Феодоро Олексій I вирішив розпочати боротьбу за вихід до моря. У 1422 — 1423 роках, заручившись моральною підтримкою еміра Кримського улусу Золотої Орди, він розпочав військові дії проти Генуї. Ця війна не принесла феодоритам особливого успіху, проте князь зміг побудувати на узбережжі фортецю-порт Каламіту.
Олексій діяв у союзі з ординським намісником у Криму Тегіне-беєм Ширинським. В 1432 Тегіне посварився з золотоординським ханом Улуг-Мухаммедом і проголосив ханом Хаджі Девлет Ґерая. У тому ж 1432 князь Олексій встановив контакт із Венецією, що воювала з Генуєю. Венеційці навіть направили до Криму ескадру з 4-х галер із метою «з'ясувати, що збирається зробити пан Олексій, господар Готії, на користь нашої держави». У 1433 році Олексій розпочав активні дії. У лютому під стінами генуезької колонії Чембало з'явився невеликий загін феодоритів. У місті спалахнуло повстання, генуезців було вигнано, а Чембало перейшов під владу князя Олексія.
Консул Кафи Батісто де Ліхтарі, який був головним представником Республіки Святого Георгія в Криму, спробував відбити Чембало, але зазнав поразки. Із захопленням Чембало феодоритами виникав ризик падіння Солдаї, гарнізон якої за Статутом 1449 року складався всього з близько 45 осіб (наприкінці XIV століття чисельність гарнізону коливалася від 12 до 80 осіб). У ситуації, що склалася, консул направив депешу в Геную з проханням про допомогу.
Повідомлення про падіння Чембало стало неприємним ударом уряду Республіки. Населення вимагало від дожа Арондо і Ради старійшин швидких дій у відповідь, але Республіка щойно закінчила не надто вдалу війну з коаліцією Венеції, Флоренції та Арагона і не мала грошей на спорядження експедиції. У результаті гроші знайшлися у Банку Сан-Джорджо, який розраховував взяти кримські колонії під своє пряме управління і виділив уряду кредит на спорядження експедиції. Гроші банку дозволяли найняти 20 кораблів і 6000 солдатів, включаючи членів екіпажів. Начальником експедиції, капітаном армади став «золотий лицар» Карло Ломелліно/ Ломелліні (Carlo Lomellino; титул «Золотого Лицаря» — Cavaliere aurato — наданий Міланським герцогом) — син Наполеона, правителя Корсики (signore della Corsica).
4 червня 1434 року ескадра досягла Криму. 8 червня генуезці штурмом взяли Чембало, віддавши місто на пограбування, в результаті якого було «винищено багато громадян». У полон потрапили син князя Олексія, який командував гарнізоном, і кілька його наближених, один із яких виявився громадянином Венеції, родом із міста Кандії. 9 червня генуезці виступили до Каламіті, але феодорити без бою залишили місто. Оволодівши порожнім містом, генуезці віддали його вогню. 11 червня війська Генуї виступили до Кафе. Війська та флот рухалися вздовж берега, приводячи до покірності навколишні селища. 13 червня генуезці послали в Солхат (столицю Кримського улусу) парламентера, але його було вбито, і питання про мир відпало саме собою. 14 червня війська Республіки Святого Георгія вийшли до Кафе. Узбережжя знову стало генуезьким.
У Кафі Карл Ломелліно провів огляд своїх військ, після чого оголосив про похід на Солхат. Військова демонстрація справила належне враження на жителів Кафи, які охоче виділили вози, волів та коней, а всі нобели Кафи виявили бажання приєднатися до армії Ломелліно. У неділю 21 червня, за повідомленням «документу Гатарі», до походу було готово близько 8000 осіб (з них 360 кінних) та 612 возів для перевезення озброєння, бомбард та облогових пристроїв. Ніколо справи Порта повідомляє, що зібрали до 10 000 чоловік і близько 700 возів, особливо виділяючи 3 000 людей «наших», «недисциплінованих і не збудованих». Ймовірно, він мав на увазі місцевих жителів, набраних у візники та для підсобних робіт.
Вранці 22 червня армія Республіки Святого Георгія виступила у похід, розтягнувшись на 2 милі. Останнім місто залишав сам капітан Ломелліно у супроводі трьох кінних прапороносців з розгорнутими прапорами Генуї, герцога Міланського та капітана Ломелліно. Під час виступу з воріт Латінборга прапороносець Генуезької республіки зламав держак свого штандарта. Прикмета була похмура, але прапор замінили і командувач приєднався до військ, що його чекали.

## Сили сторін

### Армія Республіки Святого Георгія
Армія Республіки ділилася на три частини: авангард, головні сили та ар'єргард. Авангард складався з 300 вершників зі зброєносцями та свитою. З 300 вершників близько 100 осіб були офіцерами з кораблів армади, а решта — нобілі Кафи. В основних силах налічувалося близько 5500 солдатів, прибл. 1300 з яких були арбалетниками і складали кістяк армії, та прибл. 900 візників при 300 возах. В ар'єргарді знаходився капітан Ломелліно, 60 вершників та 312 возів. Загальна кількість армії сагала близько 9 000 осіб, включаючи допоміжний персонал. Через спеку воїни залишили обладунки, арбалети та болти у возах, рухаючись без нічого.

### Війська союзників
Союзники чекали на напад і змогли зібрати значні сили. За повідомленням «документу Гатарі», загальна чисельність армії союзників становила 5 000 осіб. Близько 4 000 складали татари Кримського улусу та вояки з Литви, що прийли разом із Хаджі Ґераєм. Близько 1 000 чоловік складали феодорити князя Олексія.

## Бій
Близько 16 години дня 22 червня 1434 року армія Республіки досягла містечка Кастадзон (ймовірно, сучасне Первомайське) за 5 миль від Солхату, де на пагорбах помітили п'ятьох кінних татар. Приготувавшись до відбиття атаки, авангард генуезької армії за європейською традицією спішився.
Татарські вершники, швидко спорожнивши сагайдаки, зникли, а їм на зміну з'явився десяток. Потім з-за пагорба вискочили 30 татар, обскакали авангард, оминаючи ліворуч, та відкрили стрілянину з луків. Авангард не витримав. Як зауважує очевидець: «Близько 200 верхових розсипалися. Інші, виявившись, як уже сказано беззбройними, і багато вже поранених, під дощем стріл, кинулися тікати» ."Розсипалися", ймовірно, зброєносці, які за правилами мали залишатися при конях, і частина нобелів Кафи.
Татари продовжували прибувати, переслідуючи авангард, що втікав. Втікачі, з погонею на плечах, врізалися в головну колону, що йшла дорогою, і тут почався хаос. «Військо, яке йшло дорогою, не усвідомлюючи те, що відбувалося, уявило, що має перед собою величезну кількість ворога. Не дбаючи про те, щоб узяти з возів озброєння та арбалети, перші ряди також безладно побігли». За першими побігли другі, треті тощо. Як зауважував очевидець, «без зволікання наші кинулися тікати, так що один одного і кожен кожного, всі кинулися тікати». Сум'яття посилювало іржання поранених коней і мукання волів, упряжених у вози. Коні билися, воли падали, вози переверталися, возники бігли, покидавши свою худобу. А ліворуч, паралельно дорозі, мчали татари, сотня за сотнею, і безперервно пускали стріли в беззбройну, бездоспішну, повністю деморалізовану масу людей. Попорожнивши сагайдаки, татари перескакували через дорогу і вже з правого боку, повертаючись, скакали і рубали тих, хто намагався вирватися з пастки. Повернувшись до вихідного рубежу, татари міняли коней і саадаки, і карусель починалася знову — з луком по лівій стороні, щоб зручніше було стріляти, і з шаблею праворуч, щоб зручніше рубати тих, хто вирвався з-під стріл і намагався бігти.
Можливо, Карло Ломелліно ще міг припинити паніку, але тут не витримав ар'єргард, який кинувся тікати, навіть не побачивши ворога, а лише почувши крики втікачів авангарду та головної баталії. Татари продовжували переслідування «до половини дороги», тобто п'ять миль, побиття тривало до темряви. Тільки ніч стала порятунком для генуезців: «Багато хто, не в змозі сховатися від ударів татар, ховався серед трупів, прикидаючись мертвими. Коли настала ніч, вони піднялися і побігли в місто, але з цих уцілілих людей дуже мало було таких, які не отримали менше трьох ран, хто від стріл, хто від шаблі, хто від списа».

## Підсумки та наслідки
Незнання принципів степової війни призвело до генуезької армії до розгрому. Поле бою залишилося за військами союзників. Відсвяткувавши ніч у Солхаті, наступного дня переможці повернулися на поле та відрубали голови у всіх трупів. Ці трофеї відвезли в особливе місце та спорудили з них дві вежі.
Незважаючи на страшний розгром, капітан Ломелліно одразу взявся за відновлення боєздатності своїх військ. Втрати були величезні. За повідомленням Ніколо справи Порте, було втрачено близько 2000 осіб. Проте, розформувавши команди кількох кораблів, Ломелліно вдалося частково відновити боєздатність свого війська. З Кафи капітан перемістився до Чембало і жадав продовження війни. У листі до свого племінника Матео Ломелліно, одного з керівників Республіки, він повідомляв, що в його розпорядженні знаходиться 10 нефів з 250 солдатами на кожному (крім екіпажів). Новий наступ капітан пропонував розпочати із Чембало.
Нової військової кампанії не відбулося. Населення кримських колоній наполягло на мирних переговорах. Крім того, через руйнування місцевості почав відчуватися нестача запасів.
27 червня 1434 року до стін Чембало прибув загін із 200 татар із вимогою про здачу міста, на що отримав відповідь про згоду на переговори. На переговори пізніше прибули посередники з Трапезунду. Переговори просувалися важко, але, зрештою, 13 липня під Солхатом було укладено мир. Кримські колонії зобов'язалися платити хану данину та викупити полонених. За простолюдина платили по 600 аспрів, за нобеля по 2000 аспрів. Ескадра пішла з Криму, але Чембало залишився у володінні Республіки.
Хан Хаджі Ґерай не зміг скористатися результатами перемоги. У тому ж 1434 року його вигнав з Криму хан Сеїд Ахмед, ставленик еміра кунгратів Хайдар-мурзи і союзник князя Свидригайла. Хаджі Ґерай утік до князя Сигізмунда. Повернутися до Криму Хаджі Ґерай зміг лише 1443 року завдяки політиці сина Тегіне-бея Ширіна Мамаку. З того часу влада роду Ширін у Криму не поступалася ханській.
Князь Олексій від перемоги не отримав нічого, окрім слави. У Трапезунді він став справжнім героєм: «Хто не знає про великого Алексія, чоловіка страшного і сильного в боях, гострого розуму і ще швидше в діях? Це — незламний стовп Хазарії, … Сонце, що обливає променями всю Готфійську землю». Олексій продовжив боротьбу за Чембало і в 1449 року загинув біля стін міста. У синодиці Головіних записано: «Згадай… князя Стефана, який став ченцем під ім'ям Симон, та дітей його Григорія та Олексія, що загинув у Балаклаві».
Єдиним справжнім переможцем став Банк Сан-Джорджо, який отримав кримські колонії у своє управління.